# Miriam Alarcón Torres
Miriam Alarcón Torres (Eivissa, 27 de juny de 1993) és una arquera eivissenca d'arc recorbat.

## Trajectòria
Alarcón va representar Espanya en els Campionats del Món Juvenils de Tir amb Arc el 2008 (a Antalya), el 2009 (a Ogden) i el 2010 (a Legnica). Va competir en els Jocs Olímpics de la Joventut d'Estiu de 2010, els Jocs Olímpics de la Joventut inaugurals, celebrats a Singapur.
Al juny de 2015, Míriam Alarcón fou campiona d’Espanya de tir amb arc en arc recorbat. Aquell any va representar Espanya en els Jocs Europeus de 2015 a Bakú, Azerbaidjan. A principis de juliol ho va fer a la Universitat d'Estiu de 2015, a Gwangju, Corea del Sud, on obtingué diploma. I a la fi de juliol va participar en la competició d'arc recorbat individual i la d'arc recorbat per equips en el Campionat Mundial de Tir amb Arc a l'aire lliure a Copenhaguen, Dinamarca, on obtingué la plata juntament amb Magali Foulon i Lara Samperio. El 2016 participà en el Campionat d’Espanya de tir amb arc en sala, on obtingué el bronze.

## Reconeixements
L’Ajuntament de Sant Josep de sa Talaia li concedí el Premi a la millor esportista individual l'any 2016.